# 엘니도

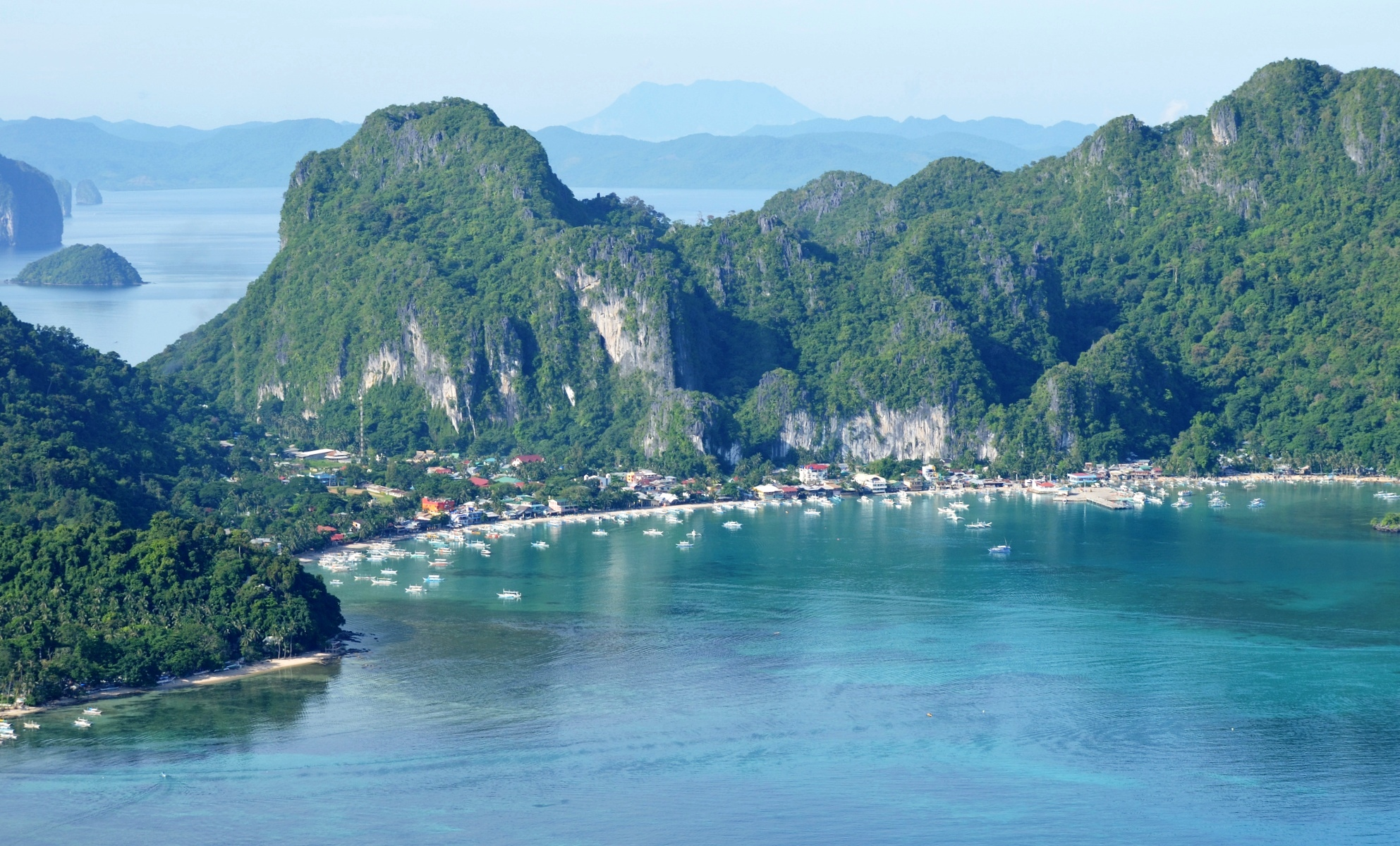

엘니도(El Nido)는 팔라완 북부 지역에 위치한 자치체로, 스페인어로는 보금자리, 둥지를 뜻한다.

## 개요
엘니도는 팔라완 섬에서 푸에르토 프린세사 중심도시에서 차로 7시간 떨어진 북부에 위치한 곳이다.

## 특징
교통, 숙박, 즐길 거리 등 정보가 전무하다보니 한국에는 많이 알려져 있지 않다. 푸에르토 프린세사에서 6시간에 걸쳐 차로 이동하는 방법이 있고, 시간을 절약하기 위해서 마닐라 국내선 공항에서 전용기를 타면 1시간 반 정도 이내에 도착할 수 있다.
엘니도 호핑투어는 매일 아침 9시 전에 출발한다.